# Rogue Warrior
Rogue Warrior (первое название Rogue Warrior: Black Razor) — тактический шутер от первого лица. Разработан компанией Rebellion Developments и издан Bethesda Softworks. Игра была выпущена 26 ноября 2009 года в Австралии, 27 ноября в Европе и 1 декабря в Северной Америке на платформах Xbox 360, PlayStation 3 и Microsoft Windows.
В Rogue Warrior, Соединённые Штаты Америки послали Ричарда Марсинко, ветерана морских котиков, на Корейский полуостров с целью разрушения пусковых установок МБР. Продвигаясь, Марсинко встречает многочисленных врагов и союзников в таких местах как КНДР, СССР и другие, преследуя террористов, имеющих возможность запуска ракет. Сюжет основан на автобиографии протагониста, Ричарда Марсинко.
На ранних стадиях игру разрабатывала Zombie Studios. Вскоре после этого, Bethesda заявила, что компанию не устраивает направление, в котором Zombie Studios разрабатывали игру. Bethesda быстро свернула проект и передала его Rebellion, для разработки всей игры с нуля. Rebellion, сохраняя некоторые элементы исполнения Zombie, использовала совершенно другой подход к игре.

## Игровой процесс
Rogue Warrior — это в основном шутер от первого лица с элементами тактики. Игрок контролирует морского котика Ричарда «Demo Dick» Марсинко, также известного, как «Воин-разбойник». Основная цель Марсинко — поначалу миссия по проникновению с целью обезвреживания вражеских ракет, которая переходит в предотвращение других потенциально опасных ситуаций. Для достижения этой цели Марсинко имеет широкий выбор оружия и взрывчатки. Оружие включает в себя огнестрельное оружие, гранаты и боевые ножи. В дополнение этому, Ричард может использовать взрывоопасные бочки и газовые баллоны для уничтожения врагов
Когда игрок находится в непосредственной близости от врага, он может нажать несколько клавиш, которые запускают исполнение мгновенного убийства через завершающее движение. Игрокам доступно более 25 движений. Среди них есть: скидывание врага с через перила, разрезание горла, вонзание ножа в глаз и др. В начале завершающего движения, игровая камера показывает завершающую анимацию от третьего лица под кинематографичным углом. Также есть система укрытий сродни Gears of War и Tom Clancy's Rainbow Six: Vegas. Это позволяет игроку вести огонь вслепую и высовываясь из укрытия, однако некоторые укрытия могут быть разрушены. Продвижение игрока фиксирует «надёжная» система контрольных точек.

## Сюжет
Игра начинается с Ричардом Марсинко, посланным в Северную Корею для добычи разведданных по пусковым установкам МБР в 1980-е. Сразу после прибытия команда Ричарда попадает в засаду и погибает. С боем пробившись в здание, контролируемое военными, Марсинко анализирует угрозу против правительства США. После этого Марсинко получает задание: всеми правдами и неправдами обезвредить пусковые установки. Когда международные отношения ломаются и Северная и Южная Кореи объявляют войну друг другу, Ричард остаётся в тылу врага и должен пересечь корейскую территорию, чтобы покинуть зону военных действий.
После побега из Кореи, Марсинко быстро отправляют выслеживать баллистические ракеты, которые неизвестные террористы смогли вывести из Кореи, после отключения пусковых установок. Игрок прослеживает ракеты до СССР и проникает в военный объект. Марсинко должен предотвратить детонацию ракет и обезвредить всех террористов в зоне действия.
Сюжет игры приукрашен событиями из реальной жизни Марсинко во времена службы в морских котиках и описанных в одноимённой автобиографии.

## Разработка
Анонсированная осень 2006 года, как партнёрство Bethesda Softworks и Zombie Studios, Rogue Warrior: Black Razor был объявлен как тактический шутер от первого лица, который планируется к выпуску в 2007 году. Берущий начало в Северной Корее недалёкого будущего, сюжет сосредоточен на усилиях Ричарда Марсинко и его команды по нейтрализации возможностей Северной Кореи по запуску ядерных ракет. Игра должна была быть построена на движке Unreal Engine 3 и включала кооператив на 4-х человек максимум и мультиплеер на 24 игрока.
В 2009 году, игра всплыла после долгого затишья. Bethesda публично заявила, что направление, в котором Zombie разрабатывает игру, неудовлетворительно. Bethesda свернула проект и передала разработку Rebellion Developments. Начав с нуля, Rebellion сделали множество изменений в игровой процесс, сюжет и особенности игры. Обстановка сменилась на СССР и Северную Корею; игровой движок сменился на собственный; режим кооперативного прохождения исчез; общий фокус перешёл на личность Марсинко и способы убийства; и название игры сократилось до простого Rogue Warrior. Микки Рурк был так же объявлен, как актёр озвучивающий Марсинко. 6 сентября, GameSpot выложил первое превью, после перестройки игры.

## Критика
| Сводный рейтинг | Сводный рейтинг | Сводный рейтинг | Сводный рейтинг |
| Издание         | Оценка          | Оценка          | Оценка          |
| Издание         | PC              | PS3             | Xbox 360        |
| --------------- | --------------- | --------------- | --------------- |
| GameRankings    | N/A             | 28,50 %         | 29,16 %         |
| Metacritic      | 29 (11 отзывов) | 27 (24 отзыва)  | 28 (33 отзыва)  |

| Иноязычные издания    | Иноязычные издания                                                       |
| Издание               | Оценка                                                                   |
| --------------------- | ------------------------------------------------------------------------ |
| Game Informer         | 1,5/10                                                                   |
| GamePro               | 3/10                                                                     |
| GameSpot              | 2/10                                                                     |
| GameZone              | 2/10                                                                     |
| IGN                   | 1,5/10                                                                   |
| X-Play                | 2 из 5 звёзд · 2 из 5 звёзд · 2 из 5 звёзд · 2 из 5 звёзд · 2 из 5 звёзд |
| Gamervision           | 3,5/10                                                                   |
| Русскоязычные издания |                                                                          |
| Издание               | Оценка                                                                   |
| Absolute Games        | 20/100                                                                   |
| «Игромания»           | 3/10                                                                     |

Rogue Warrior получил отрицательные отзывы критиков. GameSpot наградил версию для ПК 2.0 из 10, сказав: «Этот ужасно скучный, переполненный бранью, невероятно короткий шутер — абсолютный плагиат». Веб-сайт Gamervision поставил игре 3.5 из 10, сказав: «Один только факт, что здесь имеет место попытка получить плату в размере $60, оскорбителен. Сэкономьте свои деньги, потратьте их на что-нибудь ещё и забудьте о Rogue Warrior навсегда». IGN оценили игру как «Крайне ужасно» 1.5 из 10, заявив, что игровой процесс плохо сделан. В то время как GamePro дали 3 балла из 10 и сказали: «Проходной, забагованный и сломанный шутер с небольшой привлекательностью, даже для преданных фанатов Марсинко и книг и романов, рассказывающих о его невероятной жизни».
Натали Романо (англ. Natalie Romano) из GameZone дала игре 2/10, заявив, что это: «Очень разочаровывающая игра от начала до конца, Rogue Warrior — это игра, которая не привнесла ничего нового в жанр и не стоит своих денег. Проще говоря, это не просто отвратительный шутер, но ещё и ужасная игра. Простите, но мы пройдём мимо этого героя». Эндрю Райнер (англ. Andrew Reiner) из Game Informer заключил, что «с такими плохими перестрелками, и историей встретившей шестилетнюю интерпретацию событий Холодной войны, всё веселье исходит только от возможности надеть ботинки грубого гомоэротичного Рэмбо». Александр Башкиров из Игромании написал, что «Rogue Warrior — точный клон игры GoldenEye 007 для Nintendo 64. Убрать систему укрытий — и останется консольный шутер 1997 года выпуска! Беда в том, что GoldenEye — очень хороший шутер для своего времени, а вот созданный с использованием тех же элементов Rogue Warrior в 2009 году никому не интересен».